# Eupsilia vinulenta
Eupsilia vinulenta là một loài bướm đêm trong họ Noctuidae.